# Włodzimierz Gosławski
Włodzimierz Gosławski (ur. 12 lipca 1903 w Mokrsku, zm. w kwietniu 1940 w Tatrach) – polski chemik, taternik i alpinista.

## Życiorys

### Okres przed II wojną światową
We wczesnej młodości brał udział w wojnie polsko-bolszewickiej.
W drugiej połowie lat 20. studiował chemię na Uniwersytecie Jagiellońskim, który ukończył w 1930. Cztery lata później obronił pracę doktorską. Był asystentem na Uniwersytecie Jagiellońskim (1929–1936) i na Akademii Górniczej w Krakowie (1936–1939). Opublikował kilka prac naukowych, m.in.:
- W. Gosławski, L. Marchlewski, The absorption of ultraviolet light by some organic substances (1931),
- W. Gosławski, Studja nad ligniną (1934)[5],
- W. Gosławski, Influence of hydrogen ions on the dielectric potential and the surface cinchonine and cinchonidine solutions (1936),
- W. Wilkosz, W. Gosławski, L. Staronka, Na nowych drogach nauki: drogi nauki, materia i energia, czas i przestrzeń (1938)[6].

Taternictwem zajął się dopiero w roku 1936. W 1938 wspinał się w Alpach. Zdobył wówczas, wspólnie z Wawrzyńcem Żuławskim, najwyższy szczyt Alp Berneńskich – Finsteraarhorn. W latach 1938–1939 pełnił funkcję przewodniczącego Koła Krakowskiego Klubu Wysokogórskiego.

### Okres II wojny światowej
W 1939 r. walczył w kampanii wrześniowej. Po kampanii udało mu się uciec z transportu jenieckiego, po czym spotkał Tadeusza Pawłowskiego, który z żoną i siostrą (Adą Kopczyńską) wracał ze Lwowa do Krakowa. We czworo zdecydowali się oni zaopiekować opuszczonym schroniskiem w Roztoce. Przez kilka miesięcy wspierali osoby przedostające się przez Tatry do Wojska Polskiego we Francji. W zimie z powodu tej działalności byli ścigani przez gestapo, zdecydowali się więc na ucieczkę na Węgry. Pierwsza próba ucieczki nie powiodła się – zostali złapani w pociągu przez słowacką żandarmerię i odesłani do Polski.
Włodzimierz Gosławski zmarł w czasie drugiej próby ucieczki, w kwietniu 1940 r.
Okoliczności śmierci

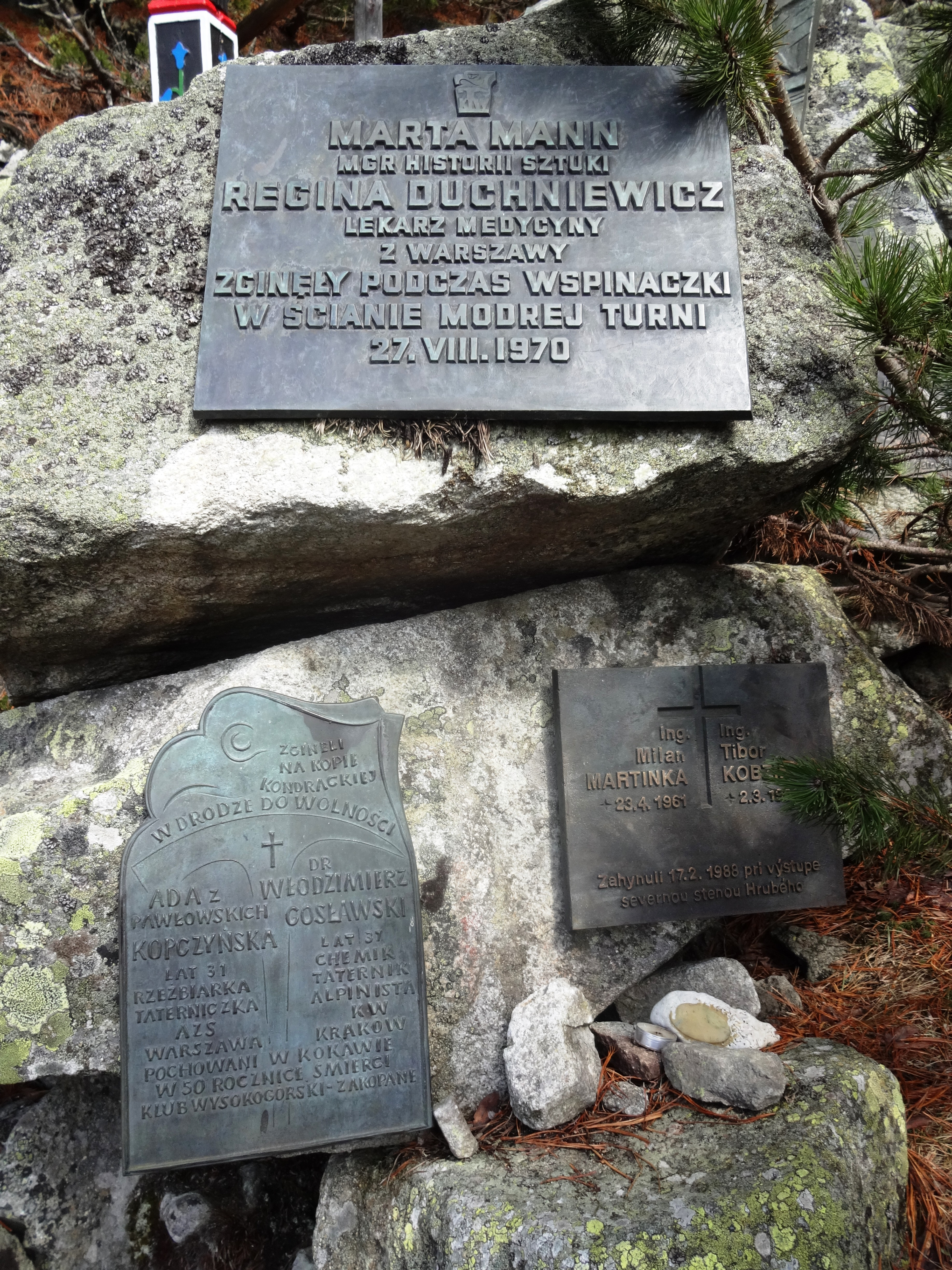
Tablice poświęcone osobom zmarłym
w górach na Tatrzańskim Cmentarzu Symbolicznym. Na pierwszym planie,
w lewej dolnej części zdjęcia – tablica poświęcona Włodzimierzowi Gosławskiemu i Adzie Kopczyńskiej

Ponowną próbę Gosławski podjął w marcu 1940 r. wraz z Adą Kopczyńską. Na dzień przed ucieczką udał się do Dzianisza, aby zakupić korony czechosłowackie. Tam w czasie noclegu zatruł się czadem, kolejnego dnia zdecydował się jednak nie porzucać planu. Gosławski i Kopczyńska wyruszyli w góry wraz z czterema innymi osobami mimo bardzo trudnych warunków atmosferycznych. Zatrzymali się oboje na Przełęczy pod Kopą Kondracką, podczas gdy reszta osób zbiegła do Dolinki Rozpadłej. Ponieważ towarzysze nie doczekali się Gosławskiego i Kopczyńskiej, wrócili w górę, gdzie znaleźli martwego już Gosławskiego i skrajnie wyczerpaną Kopczyńską, która zmarła po krótkiej chwili. Ich ciała pozostały w Tatrach – odnaleźli je później wracający z Węgier kurierzy Czesław Wrześniak i Jan Bobowski, a Adę Kopczyńską rozpoznał Józef Krzeptowski. Oboje zostali pochowani na cmentarzu w Kokawie Liptowskiej.

## Wybrane osiągnięcia wspinaczkowe
- 1939 – droga środkiem południowo-zachodniej ściany Ciężkiej Turni, z Kazimierzem Paszuchą i Marianem Paullym,
- 1939 – droga wschodnią ścianą Ganku, z Paszuchą i Paullym,
- 1939 – droga zachodnią ścianą Pośredniej Śnieżnej Turni, z Paszuchą i Paullym,
- kwiecień 1939 – pierwsze wejście zimowe północno-zachodnią ścianą Galerii Gankowej, z Paszuchą,
- lipiec 1939 – pierwsze wejście środkiem północno-zachodniej ściany Galerii Gankowej, z Tadeuszem Orłowskim. Droga ta została uznana później za najtrudniejszą z pokonanych do tej pory w Tatrach[1].